# Schlacht bei Baecula
Koordinaten: 38° 1′ 0″ N, 3° 6′ 0″ W
Saguntum – Lilybaeum II – Rhone – Ticinus – Trebia – Cissa – Trasimenischer See – Ager Falernus – Geronium – Cannae – Nola I – Nola II – Ibera – Cornus – Nola III – Beneventum I – Syrakus – Tarentum I – Capua I – Beneventum II – Silarus – Herdonia I – Obere Baetis – Capua II – Herdonia II – Numistro – Asculum – Tarentum II – Neu Karthago – Baecula – Grumentum – Metaurus – Ilipa – Crotona – Große Felder – Cirta – Zama
Die Schlacht bei Baecula fand im Jahr 208 v. Chr. zwischen dem Römischen Reich und Karthago während des Zweiten Punischen Kriegs statt. Die Anführer waren Publius Cornelius Scipio Africanus auf der Seite Roms und Hasdrubal für Karthago. Die Römer gewannen die Schlacht.

## Vorgeschichte
Durch die Einnahme der Haupt- und Hafenstadt der Karthager Cartagena am Mittelmeer erlangte Scipio der Ältere enorme Popularität bei den iberischen Stämmen, die Beeinträchtigung der Nachschublinien zwischen Karthago und Spanien, sowie den Zugang zu den wichtigen Edelmetallminen im Hinterland von Cartagena. Die drei punischen Heere, die Spanien beherrschten, waren allerdings noch intakt. Wegen politischer Meinungsverschiedenheiten ihrer Feldherren operierten diese Heere jedes für sich. Dies erlaubte Scipio, diese Heere, das jedes für sich stärker als sein eigenes war, nacheinander zu bekämpfen. Unter Zurücklassen einer Besatzung in Cartagena war Scipio im Herbst 209 v. Chr. nach Norden in sein Winterquartier beim römischen Tarraco (Tarragona) gezogen. Auf dem Rückweg bereits konnte er die ersten Früchte seiner erfolgreichen Kriegführung und seines großzügigen Verhaltens gegenüber Gefangenen und Geiseln ernten. Als Erster schloss sich ihm Edeko an, vermutlich der Anführer der Edetaner, die an der Mittelmeerküste zwischen den Flüssen Júcar und Ebro siedelten. Für die Karthager noch gravierender war der Abfall von Indibiles und Mandonius, zwei Fürsten der Ilergeten, die zwischen Aragon und dem Hochland von Andalusien beheimatet waren.
Hasdrubal musste mit ansehen, wie ihn ein Bundesgenosse nach dem anderen verließ und wie sich seine Streitkräfte in dem Maße verringerten, in dem sich die der Römer vermehrten. Er zog daraus den Schluss, so rasch wie möglich die Schlacht zu suchen. Sollte er daraus nicht als Sieger hervorgehen, so sein Hintergedanke, dann wollte er um sich und die Reste seiner Armee so viel Keltiberer wie möglich sammeln und zu seinem Bruder Hannibal nach Italien eilen. Auch Scipio suchte die Schlacht. Er verließ sein Winterquartier bei Tarragona im Vorfrühling des Jahres 208 und zog entlang der Mittelmeerküste nach Süden über den Ebro, der die vertragsmäßige Grenzlinie zwischen Römern und Karthagern bildete.

## Die Schlacht
Die Schlacht fand bei Baecula (nach neueren Forschungen der Universität Jaén auf dem Berg „Cerro de las Albahacas“ bei Santo Tomé/Jaén), etwa 40 Kilometer nördlich von Jaén und 20 Kilometer östlich von Úbeda am linken Ufer des Oberlaufs des Guadalquivir statt. Dort hatte Hasdrubal Barkas sein Winterquartier bezogen, um den von Cartagena anmarschierenden Römern den Zugang zur Baetica (dem heutigen Andalusien) zu versperren. Die solide befestigte Stellung, die der Karthager auf einer hohen, abgeflachten und ausgedehnten Bergkuppe eingenommen hatte, die fast nach allen Seiten steil in Flusstäler abfiel beeindruckte Scipio und ließ ihn zunächst zögern. Dann überwog seine Befürchtung, die beiden Feldherren Mago und Hasdrubal, der Sohn des Gisgo könnten Hasdrubal mit ihren Truppen nun doch zu Hilfe eilen, wenn er den Angriff verzögerte. Deshalb nahm Scipio den Kampf am Morgen des nächsten Tages auf. Hasdrubal hatte seine Truppen noch nicht in Schlachtordnung aufgestellt, da wurde bereits seine rechte Flanke von Laelius und seine linke von Scipio selbst bedrängt. Hasdrubal, der Bruder Hannibals konnte sich vor einer Überflügelung vom Feind absetzen und sich schließlich trotz der erlittenen Niederlage mit dem größeren Teil seiner Truppen nach Nordspanien retten. Er konnte sich mit der Kriegskasse, seinen Elefanten und mit den Resten seines Heeres in Richtung Tagus-Tal (das heutige Tajo-Tal) absetzen. Von da aus gelangte er über das heutige Kastilien und Navarra zu den westlichen Pyrenäen. Schließlich zog er in der Absicht seinem Bruder Hannibal zu helfen nach Italien. Scipio, der das unmittelbare Eintreffen der beiden anderen karthagischen Heere befürchtete, verzichtete auf eine Verfolgung Hasdrubals. Der Sieg bei Baecula öffnete Scipio den Weg zum fruchtbaren unteren Tal des Guadalquivir, wohin er zwei Jahre später ziehen würde.

## Folgen
Unmittelbar hatte die Schlacht zur Folge, dass sich der Bündnisprozess, der mit der Einnahme Cartagenas in Gang gekommen war, vollendete. Die keltiberischen Fürsten, die sich dem römischen Heerführer anschlossen, erwiesen ihm die Ergebenheitsbezeigungen wie vordem den Barkiden: Sie nannten ihn König. Dies brachte Scipio gegenüber dem römischen Senat in größere Schwierigkeiten, denn seit Ende des 6. Jahrhunderts v. Chr. war die Republik vor allem auf dem odium regni begründet, der tiefsitzenden Aversion gegen das Königtum.

## Archäologie
Das Schlachtfeld ließ sich archäologisch auf einem Hügel bei Santo Tomé am linken Ufer des Guadalquivir lokalisieren. Dafür sprechen Kleinfunde, wie Pilum- und Pfeilspitzen, Schleuderbleie und karthagische Münzen.